# Halebidu

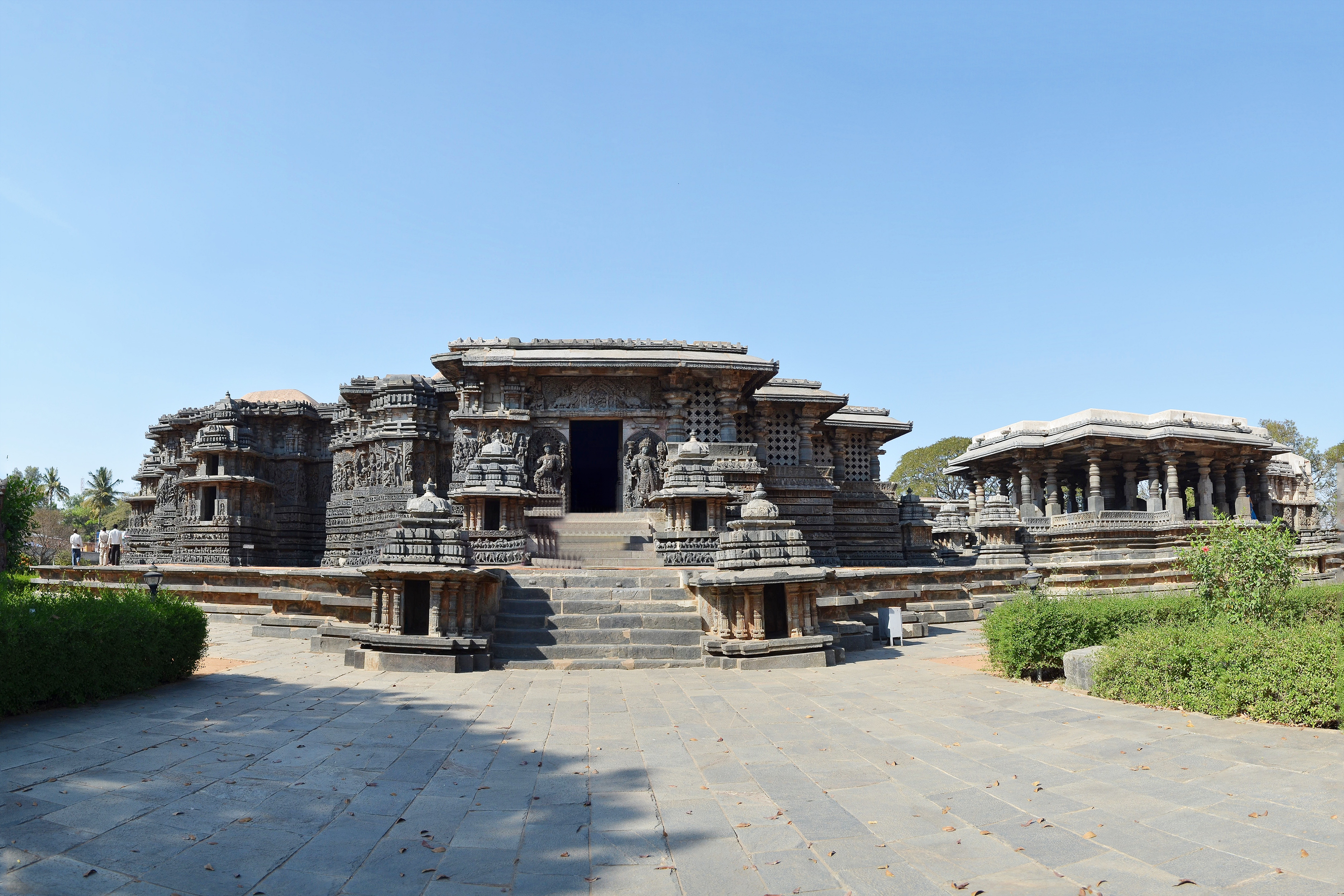
Temple d'Hoysaleshwara

Halebidu (kannada: ಹಳೆಬೀಡು) és un llogaret i unes ruïnes al districte d'Hassan a Karnataka, Índia. La població tenia 1.521 habitants el 1901 i modernament en serien el doble. El seu nom antic fou Dorasamudra o Dwarasamudra o Dvaravatipura, i fou capital dels hoysales al segle xii. Els seus temples (Hoysaleswara i Kedareswara) són el millor exemple d'arquitectura hoysala, i daten del segle xii. La ciutat fou saquejada per Malik Kafur (Malik Naib) al començament del segle xiv (1310) i, en endavant, va caure en l'abandonament; la zona va quedar en ruïnes i la capital hoysala ballala traslladada a Tondanur. Modernament, les ruïnes, magnífiques, manquen dels serveis essencials, com aigua o sanitaris. El 1326, un segon exèrcit musulmà la va acabar de destruir.
Els temples principals són l'Hoysaleshawara i el Kedareshwara, hindús; hi ha també dues capelles jainistes; enfront dels temples, hi ha dos grans llacs. La ciutat portava el seu nom antic pel llac (Darasamudra vol dir 'Entrada de l'oceà'). Hi ha diverses escultures, però d'altres foren destruïdes. Halebidu vol dir 'Antiga seu'. En el complex dels temples hi ha un petit museu.
El temple d'Hoysaleswara està datat del 1121, i té una gran riquesa escultòrica; no hi ha cap figura repetida. També les capelles jainistes tenen nombroses estàtues molt treballades. Està proposat com a Patrimoni de la Humanitat.
El rei hoysala ballala, Vira Sameswara, hauria arranjat els temples al segle xii i se li atribueix la seva creació. Els dos temples hindús foren erigits en honor de Xiva. Al temple d'Hoysaleswara, s'hi va treballar durant 84 anys i mai es va acabar; els materials són els que es troben a la rodalia, pedra volcànica polida que sembla marbre; entre les estàtues, hi ha no menys de 2.000 elefants i totes en general són d'exquisida elaboració. El temple de Kedareshwara va ser destruït en peces per les arrels dels arbres durant el segle xix i les
millors estàtues foren portades al Museu de Bangalore.